# Gelao (langue)
Pour les articles homonymes, voir Gelao (homonymie).
Le gelao est une langue taï-kadaï, de la branche ge-yang, parlée en Chine, dans les provinces de Guizhou, Yunnan et Guangxi et dans le nord du Viêt Nam par les Gelao.

## Langue menacée
Le gelao est parlé par environ 3 000 personnes dans l'ouest de la province de Guizhou, la région traditionnelle de peuplement gelao, et par 2 400 autres locuteurs vivant dans les provinces de Guangxi et de Yunnan, ainsi qu'au Viêt Nam. le nombre de locuteurs baisse rapidement, surtout au Guizhou.
Au recensement de 1990, presque 600 000 Chinois se déclaraient membres de la nationalité gelao, soit 380 000 de plus qu'au recensement de 1982. Il s'agit de Han vivant dans le Nord du Guizhou qui revendiquent leurs origines gelao mais ne parlent pas la langue. Les Gelao chinois vivant en dehors du Guizhou sont comptés parmi les Yi, les Yao ou les Zhuang.

## Classification
Le gelao est un ensemble de parlers qui font partie des langues kadaï, un des groupes des langues taï-kadaï.
Le gelao (en chinois 仡佬) est constitué d'un grand nombre de parlers souvent isolés géographiquement les uns des autres. Les Gelao cohabitent, de plus, avec des locuteurs d'autres langues. Cela fait qu'il n'y a généralement pas d'intercompréhension entre les différents parlers, même proches géographiquement.
He (1983) les regroupe en quatre ensembles :
- Le gao (稿) ou aqao
- Le gelao rouge (红仡佬) et l'a'ou (阿欧) ou a'uo, dont l'a'ou de Hongfeng, le gelao rouge de Pudi. Le mulao est intégré dans cet ensemble
- Le gelao vert (哈给) ou hagei, dont le gelao vert de Liangshui
- Le gelao blanc (多罗) ou duoluo, dont le gelao blanc de Niupo

Ostapirat (2000) modifie cette répartition en trois branches :
- Gelao central, qui regroupe les parlers gao
- Gelao du Nord qui comprend les parlers a'ou de Qiaoshang, Bigong, longli, Longjia
- Gelao du Sud-Ouest, regroupant les parlers duoluo de Laozhai, Niupo, Dingyinshao, Ban Ma Che (Viet Nam), le parler a'ou de Pudi et les parlers hagei de Sanchong, Qinglong

De nombreuses variétés ne sont pas incluses dans cette classification car insuffisamment documentées.
Edmondson (2008) reprend la classification d'Ostapirat.

### SIL International
Le SIL International, organisme chargé de l'attribution des codes ISO 639-3, a d'abord donné un code unique au gelao (gio) qui a été retiré en 2012 et séparé en cinq variétés :
- gqu : le gao
- aou : l'a'ou
- gig : le gelao vert
- gir : le gelao rouge
- giw : le gelao blanc

Le code giu a été créé en 2012 pour le mulao.

### Glottolog
La base de données linguistiques Glottolog a quant à elle créé une sous-famille appelée en anglais Gelaoic (gelaoïque), qui comprend le gao et deux sous-familles :
- le gao
- le gelao méridional, comprenant :
  - le gelao blanc
  - le gelao vert
- le gelao septentrional, comprenant :
  - le mulao
  - l'ahouïque, comprenant :
    - l'a'ou
    - le gelao rouge

## Comparaison des parlers gelao
Les tableaux montrent les différences phonétiques entre les parlers gao de Wanzi, gelao rouge de Longjia, gelao vert de Qinglong et gelao blanc de Dingyinshao.

### Consonnes initiales
|                 | Wanzi   | Longjia | Qinglong | Dingyinshao |
| --------------- | ------- | ------- | -------- | ----------- |
| trou            | phu44   | poŋ21   | bu21     | mpau21      |
| parole, langage | tshen44 | ti33    | dʐe21    | ntoŋ21      |
| voler, dérober  | len13   | toŋ55   | leŋ42    | la33        |
| champignon      | qau33   | khɤu33  | kei55    | ʔlau21      |

### Tons
Les tons peuvent changer d'un parler à l'autre.
|                   | Wanzi  | Longjia | Qinglong | Dingyinshao |
| ----------------- | ------ | ------- | -------- | ----------- |
| eau               | əɯ55   | aŋ55    | ŋ42      | oŋ33        |
| chemin, route     | qen33  | xeŋ33   | kuŋ55    | plɑ̃21       |
| serpent           | ŋkau44 | ŋɤu21   | ŋo21     | ŋau21       |
| aller, s'en aller | vu13   | ʑu55    | ɦo42     | vu33        |

### Vocabulaire

#### Différences dans le vocabulaire
Le vocabulaire varie selon les parlers. De nombreux mots ne sont pas étymologiquement apparentés.
|                 | Wanzi | Longjia    | Qinglong  | Dingyinshao |
| --------------- | ----- | ---------- | --------- | ----------- |
| champ           | zəɯ13 | a55pan55   | ʐu42      | təu35paŋ33  |
| bassin, pot     | vai13 | tei21xɐu55 | phen55[]  | le21qhoŋ33  |
| porte           | ŋka33 | pi33ŋɐu21  | bi42biŋ55 | pi33ŋɐu21   |
| avoir, posséder | ɳe44  | aŋ21       | be13      | aŋ21        |

#### Numéraux
Les numéraux de un à dix dans les parlers gelao blanc de Judou (居都), Wantao (弯桃) et Moji (磨基), gelao vert de Sanchong (三冲), gao de Dongkou (洞口) et Dagouchang (大狗场) et a'ou de Bigong (比工).
|        | Judou   | Wantao   | Moji     | Sanchong | Dongkou | Dagouchang | Bigong |
| ------ | ------- | -------- | -------- | -------- | ------- | ---------- | ------ |
| un     | tsɿ55   | tsɿ55    | tsɿ53    | ʂɿ53     | sɿ44    | si33       | sɿ55   |
| deux   | səɯ31   | sou31    | səu31    | ʂa35     | sou33   | su33       | səɯ33  |
| trois  | ta31    | ta31     | ta31     | taːu35   | tau33   | ta33       | tɔ31   |
| quatre | pu31    | pu31     | pu31     | pu35     | pu33    | pu33       | pɔ31   |
| cinq   | mlɯ31   | mjau31   | mlaːu31  | mai31    | mo31    | mpu33      | mɔ31   |
| six    | tɕhiu31 | tɕhiau31 | tɕhiau31 | ɲaŋ31    | naŋ31   | naŋ33      | nai33  |
| sept   | xən31   | hei31    | hai31    | tʂaːu35  | ɕi55    | ɕi13       | thɔ31  |
| huit   | hɛ31    | he31     | he31     | ʐaːu31   | xei24   | zua55      | ʑɔ31   |
| neuf   | kɯ31    | kou31    | kəu31    | ʂo53     | qɯ31    | səɯ13      | ʑəɯ31  |
| dix    | tsei35  | tshei31  | tshai53  | ʂʅ53pe53 | tɕhi24  | pɑn13      | hui13  |